# Leucorrhinia frigida

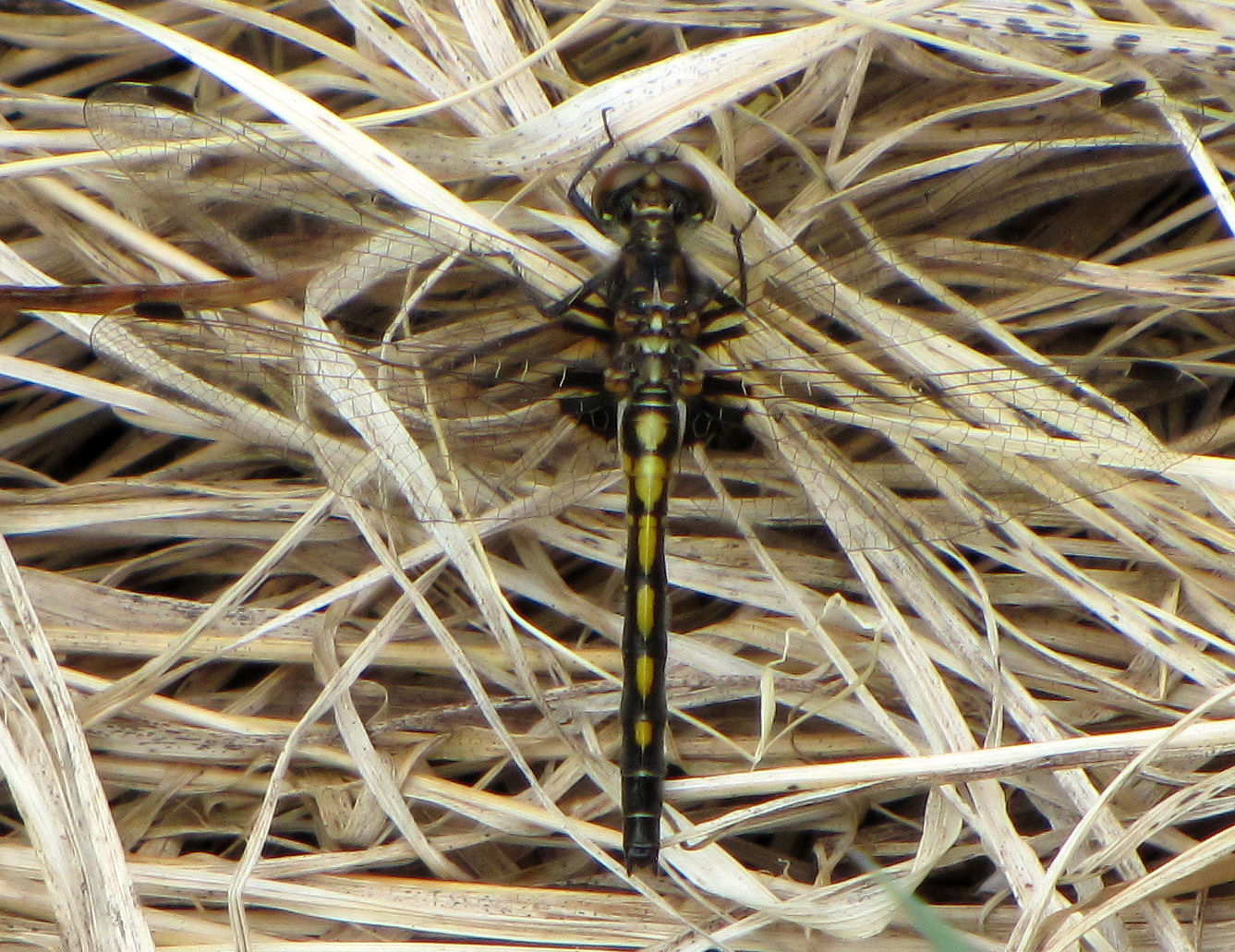
Con cái trưởng thành nhìn từ trên xuống, Ottawa, Ontario

Leucorrhinia frigida (tên tiếng Anh: Frosted Whiteface) là một loài chuồn chuồn ngô thuộc họ Libellulidae. Nó được tìm thấy ở đông bắc Hoa Kỳ và miền nam Manitoba, Ontario, Quebec, và New Brunswick.